# Michail Jefimowitsch Kolzow

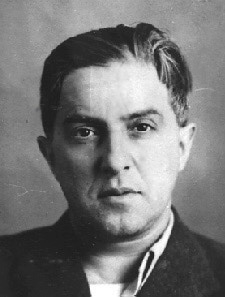
Michail Jefimowitsch Kolzow (1938)

Michail Jefimowitsch Kolzow (russisch Михаил Ефимович Кольцов; * 31. Maijul. / 12. Juni 1898greg. in Kiew; † 2. Februar 1940 in Moskau) war ein sowjetischer Feuilletonist und Journalist. Bekannt, aber als historische Quelle umstritten, sind unter anderem seine Reportagen aus dem Spanischen Bürgerkrieg. Er war der ältere Bruder des Karikaturisten Boris Jefimowitsch Jefimow. Als führender Propagandist Stalins wurde er selbst Opfer des Großen Terrors.

## Leben

### Jugend
Michail Kolzow wurde unter dem Namen Michail Haimovich Friedland als erster Sohn eines jüdischen Schuhmachers geboren. Als er zwei Jahre alt war, siedelte seine Familie in die damals zum Zarenreich gehörende Stadt Białystok über. Dort besuchte er die Realschule. Gemeinsam mit seinem Bruder Boris, der später Karikaturist wurde, gab er eine Schülerzeitung heraus.
1915 kehrte die Familie nach Kiew zurück. 1916 begann er eine Ausbildung am Psychoneurologischen Institut von Petrograd. In der Hauptstadt des Zarenreichs fing er an, für verschiedene Zeitungen zu schreiben. In Kommentaren verurteilte er jegliche Erscheinungsform des Antisemitismus.
Nach der Februarrevolution 1917, die Kolzow begrüßte, arbeitete er als Redakteur für eine Kinozeitschrift, die das Volkskommissariat für Bildung herausgab.

### „Journalist Nr. 1“
1918 wurde Friedland auf Empfehlung des Volkskommissars für Bildung Anatoli Lunatscharski in die bolschewistische Arbeiterpartei aufgenommen. Im selben Jahr begann er, unter dem Pseudonym „Michail Kolzow“ zu publizieren. 1921 berichtete er als Reporter über die  Niederschlagung des Kronstädter Matrosenaufstandes. Wenige Monate später trat er in die Redaktion des Parteiorgans  Prawda ein und wurde dort von Anfang an als Reporter eingesetzt.
In den folgenden Jahren war er auch an der Gründung mehrerer Zeitschriften beteiligt, darunter Im Ausland (За рубежом), Hinter dem Steuer (За рулём) und Sowjetisches Foto (Советское фото). Überdies gründete er die Satirezeitschrift Kauz (Чудак), in der er selbst regelmäßig die Kolumne Kalender eines Kauzes schrieb. Darin spießte er die Anpassungsschwierigkeiten eines fiktiven Spießbürgers an die neuen Lebensumstände in der sowjetischen Gesellschaft auf.
1927 gewann Kolzow 25 junge Autoren, gemeinsam für die von ihm wiedergegründete Zeitschrift Ogonjok einen satirischen Stegreifroman zu schreiben. Jeder der Autoren übernahm ein Kapitel. Zu ihnen gehörten Isaak Babel, Alexander Grin, Wera Inber, Weniamin Kawerin, Alexei Tolstoi und Michail Soschtschenko. Das Sammelwerk erschien unter dem Titel Die großen Brände (Большие пожары) und liegt auch in deutscher Übersetzung vor. Die von Kolzow geleiteten Redaktionen organisierten auch Flugwettbewerbe. Er selbst nahm an einem Flug von Moskau über Ankara und Teheran nach Kabul teil, seine Reportagen darüber sowie der Wochenschaubericht fanden ein starkes Echo.
Frühzeitig setzte Kolzow auf den Parteisekretär Stalin und pries ihn immer wieder in seinen Texten. Als Stalin sich die Alleinherrschaft gesichert hatte, förderte er seinerseits Kolzow. Dieser trat auch an die Spitze der Redaktion von Krokodil und setzte in ihr die stalinistische Linie  durch. Kolzow bekam wegen seiner zahlreichen publizistischen und organisatorischen Aktivitäten sowie seiner Allgegenwart in den Medien den inoffiziellen Titel „Journalist Nr. 1“.

### Kulturfunktionär
Kolzow übernahm die Leitung der Auslandsabteilung des 1932 gegründeten Schriftstellerverbandes der UdSSR, der vollständig der Kontrolle von Partei und Geheimpolizei NKWD unterlag. Er war somit an den Genehmigungen von Dienstreisen von Schriftstellern ins Ausland beteiligt, die letzte Entscheidung aber lag beim Zentralkomitee. Auch oblag ihm die Betreuung von Schriftstellern, die die Sowjetunion besuchten. In dieser Eigenschaft begleitete er die Franzosen Louis Aragon, André Gide und André Malraux bei ihren Reisen nach Moskau und in andere Städte der Sowjetunion.
1935 gehörte er zu den Organisatoren des teilweise von Moskau finanzierten antifaschistischen „Kongresses der Schriftsteller zur Verteidigung der Kultur“ (Congrès international des écrivains pour la défense de la culture) in Paris. Gemeinsam mit Louis Aragon und Henri Barbusse kämpfte er in den Kulissen des Kongresses für die Einhaltung der Parteilinie. Sie stellten sich damit gegen eine Gruppe von Sympathisanten des Sowjetsystems um André Gide und André Malraux sowie den sowjetischen Schriftsteller Ilja Ehrenburg, die eine große parteiübergreifende Bewegung gegen den Faschismus aufbauen wollten. An den Tagen, an denen er den Vorsitz führte, leitete der polyglotte Kolzow den Kongress dogmatisch und in aggressiver Weise, wie Teilnehmer festhielten.

### Spanischer Bürgerkrieg
Von August 1936 bis November 1937 berichtete er vom Spanischen Bürgerkrieg. Er traf dort mit Ernest Hemingway zusammen, der ebenfalls als Reporter auf der Seite der republikanischen Truppen von dem Krieg berichtete. Hemingway setzte ihm in seinem Roman Wem die Stunde schlägt (1940) mit der Figur des sowjetischen Journalisten Karkow ein literarisches Denkmal. Hemingways Karkow ist überaus intelligent, gerissen und gleichzeitig ein charmanter Frauenheld. In dem Roman heißt es über das Bild, das der Erzähler von Karkow hatte – und Hemingway bestätigte, dass er damit Kolzow meinte: „Der Intelligenteste von allen Leuten, die er die Gelegenheit hatte zu treffen – er hatte solch einen guten Kopf, solch eine innere Würde und solchen Esprit.“ Dem Roman zufolge hat er seine deutsche Frau Maria Osten, die bei den republikanischen Truppen als Dolmetscherin eingesetzt war, in Spanien fortwährend betrogen.
Unter dem Pseudonym „Miguel Martínez“ nahm Kolzow auch Aufgaben für den NKWD wahr. Er war in die Koordination des Kampfes der Stalinisten gegen andere Links-Gruppen eingebunden, besonders gegen die katalanischen Anarchisten sowie das trotzkistische Bündnis POUM. In Briefen an Stalin persönlich rühmte er sich seiner Rolle bei den Kämpfen im Lager der Linken.
Doch wurde Kolzow selbst 1937 in einem Brief des französischen Komintern-Funktionärs  André Marty an Stalin als Trotzkist denunziert, wie erst nach Öffnung der Archive in den 1990er Jahren bekannt wurde. Marty beschuldigte auch Maria Osten, eine deutsche Spionin zu sein. Der Konflikt zwischen Marty und dem Protagonisten Karkow alias Kolzow ist auch Gegenstand von Hemingways Bürgerkriegsroman.
Umstritten ist, ob Kolzow am Massaker von Paracuellos beteiligt war. Im Spätherbst 1936 hatten Einheiten der Linken rund 2500 Vertreter der bürgerlichen Ordnung, darunter Politiker und Priester sowie gefangene Soldaten der aufständischen Verbände unter Franco, erschossen und in der Nähe der Ortschaft Paracuellos de Jarama nordöstlich von Madrid verscharrt. Eine These lautet, Kolzow persönlich habe den Befehl zu der Massenexekution gegeben. Die Gegenthese lautet, dass nicht er, sondern der spanische Politruk Santiago Carillo den entscheidenden Befehl gegeben habe.

### Weiterer Aufstieg
Nach seiner Rückkehr nach Moskau wurde Kolzow Anfang 1938 von Stalin im Kreml empfangen. Er berichtete ihm und dem hinzugezogenen Regierungschef Wjatscheslaw Molotow sowie dem Volkskommissar für Verteidigung Kliment Woroschilow und dem NKWD-Chef Nikolai Jeschow drei Stunden lang über die Lage in Spanien. Kolzow sparte dabei nicht mit Kritik an den sowjetischen Militärberatern. Nach dem Treffen äußerte er gegenüber seinem Bruder, dem Karikaturisten Boris Jefimow, die Befürchtung, dass sein Auftritt Stalin nicht gefallen habe. Der Kremlherr habe ihn mit einem Blick verabschiedet, der ausgedrückt habe: „Zu vorlaut!“
In Moskau erschien in großer Auflage 1938 sein Spanisches Tagebuch, in dem er den Kampf gegen Trotzkisten und andere „Abweichler“ rühmte. Im selben Jahr wurde er zum Abgeordneten des Obersten Sowjets gewählt und in die Akademie der Wissenschaften berufen. Die Prawda nahm ihn in die Chefredaktion auf.
Kolzow berichtete über den dritten Moskauer Schauprozess, in agitatorischem und polemischem Stil verteidigte er die Urteile. Er äußerte in privatem Kreis seine Befriedigung darüber, dass Ehrenburg, den er wiederholt bei Stalin als Abweichler denunziert hatte, gezwungen worden war, dem Verfahren gegen das in Ungnade gefallene frühere Politbüromitglied Nikolai Bucharin beizuwohnen. Ehrenburg und Bucharin waren eng befreundet.

### Verhaftung und Hinrichtung
Am 12. Dezember 1938 hielt Kolzow im Bolschoi-Theater in Moskau vor der versammelten Elite des Landes einen Vortrag über das neue Lehrbuch über die Parteigeschichte – Kurzer Lehrgang der Geschichte der KPdSU (B). Anschließend wurde er in die Redaktion der Prawda gebeten. Dort wurde er unter dem Vorwurf der „konterrevolutionären Tätigkeit“ verhaftet. Als einer der Drahtzieher der Aktion gegen ihn wurde der Verteidigungskommissar Woroschilow ausgemacht. Dieser war über Kolzows Kritik an den in Spanien eingesetzten sowjetischen Militärberatern zutiefst erbost. Woroschilow verhinderte eine Publikation Kolzows darüber und bekam dafür die Rückendeckung Stalins.
Kolzow wurde von den NKWD-Befragern schwer gefoltert. Ihm wurden belastende Aussagen über Ehrenburg, Hemingway und Malraux abgepresst. Er gestand, dass der längst inhaftierte frühere Chefredakteur der Prawda Karl Radek ihn als Terroristen angeworben habe. An der Vorbereitung von Terroranschlägen sei auch der Regisseur Wsewolod Meyerhold beteiligt gewesen. Dieser war ebenfalls in Haft gefoltert worden.
Zu Beginn des Prozesses hinter verschlossenen Türen widerrief Kolzow das Geständnis, ein französischer, britischer und deutscher Spion gewesen zu sein; es sei durch Folter zustande gekommen. Laut dem Gerichtsprotokoll rief er: „Mein Geständnis ist durch den Stock zustandegekommen, als ich ins Gesicht, auf die Zähne, am ganzen Körper geschlagen wurde.“  Doch am 1. Februar 1940 wurde er zum Tod durch Erschießen verurteilt. Das Urteil wurde am folgenden Tag vollstreckt. Mit ihm gemeinsam starb Meyerhold. Beide hat der NKWD-Henker Wassili Blochin erschossen, der auch bei anderen Prominenten zum Einsatz gekommen war.
Kolzows Bruder Boris Jefimow, mittlerweile einer der bekanntesten Karikaturisten des Landes, wurde wahrheitswidrig mitgeteilt, der Angeklagte sei zu zehn Jahren Lagerhaft im Gulag „ohne Recht auf Korrespondenz“ verurteilt worden. Jefimow erfuhr erst in den 1990er Jahren Näheres über dessen Schicksal.

### Nachleben
Ein Jahr nach dem Tod Stalins wurde Kolzow 1954 posthum rehabilitiert, ohne dass Einzelheiten bekannt gegeben worden wären.
Von 1956 an erschien eine Auswahl seiner Werke; ausgenommen blieben zunächst die kurzen Satiren aus den 1920er Jahren über die Unzulänglichkeiten der neuen Gesellschaftsordnung. Seine Verstrickung in den NKWD-Apparat wurde erst in den 1990er Jahren bekannt.
Michail Kolzow spielt eine wichtige Rolle in Robert Cohens Roman Exil der frechen Frauen.

## Familie
Kolzows jüngerer Bruder, der Zeichner und Karikaturist Boris Jefimow (1900–2008) wurde nicht vom stalinistischen Terror erfasst und erreichte ein Alter von 108 Jahren.
Kolzow war dreimal verheiratet: Seine erste Frau war die Schauspielerin Wera Jurenewa (1876–1962), die zu den ersten Stummfilmstars der Sowjetunion gehörte. Seine zweite Frau Jelisaweta Ratmanowa hat ihn im Auftrag von GPU und NKWD bespitzelt. Seine dritte Frau Maria Osten, mit der er den deutschen Jungen Hubert L’Hoste adoptiert hatte, wurde ebenfalls Opfer der stalinistischen Repressionen und als angebliche deutsche Spionin erschossen.

## Werke

### Deutsche Ausgaben
- Und richten sie die Gewehre. Übersetzung von Michael Swietly. Verlag der Jugendinternationale, Berlin 1932.[29]
- Handelnde Personen; Moskau (u. a. ): Verl.-Genossenschaft Ausländischer Arbeiter in der UdSSR 1933
- Der Mann im Soldatenmantel: Skizzen; Moskau (u. a. ): Verl.-Genossenschaft Ausländischer Arbeiter in der UdSSR 1933
- Guadalajara: eine Niederlage des Faschismus; Zürich: Verlag Freie Schweiz 1937
- Spanisches Tagebuch; Berlin: Militärverlag der Deutschen Demokratischen Republik 1986 (3. Aufl.)
- Die Rote Schlacht (über. von Rahel Strassberg); Berlin: Verlag des Ministeriums für Nationale Verteidigung 1960
- Iwan Wadimowitsch – ein Mann von Format: Skizzen, Feuilletons; Frankfurt am Main: Röderberg 1974

### Werkausgaben (russisch)
- Izbrannye proizvedenija v 3 tomach (Ausgewählte Werke in 3 Bänden); Moskva : Gosudarstvennoe Izdatel'stvo Chudožestvennoj Literatury 1957; (Tom I: Fel'etony i očerki (Feuilletons und Essays); Tom II: Zarubežnye očerki (Essays aus dem Ausland); Tom III: Ispanskij dnevnik (Spanisches Tagebuch))
- Vostorg i jarost': očerki i fel'etony; stat'i; vospominanija sovremennikov (Begeisterung und Wut: Essays und Feuilletons; Artikel; Erinnerungen von Zeitgenossen); Moskva: Izdatel'stvo Pravda 1990; ISBN 5-253-00094-1